# 오라녜나사우 공자빈 아니타

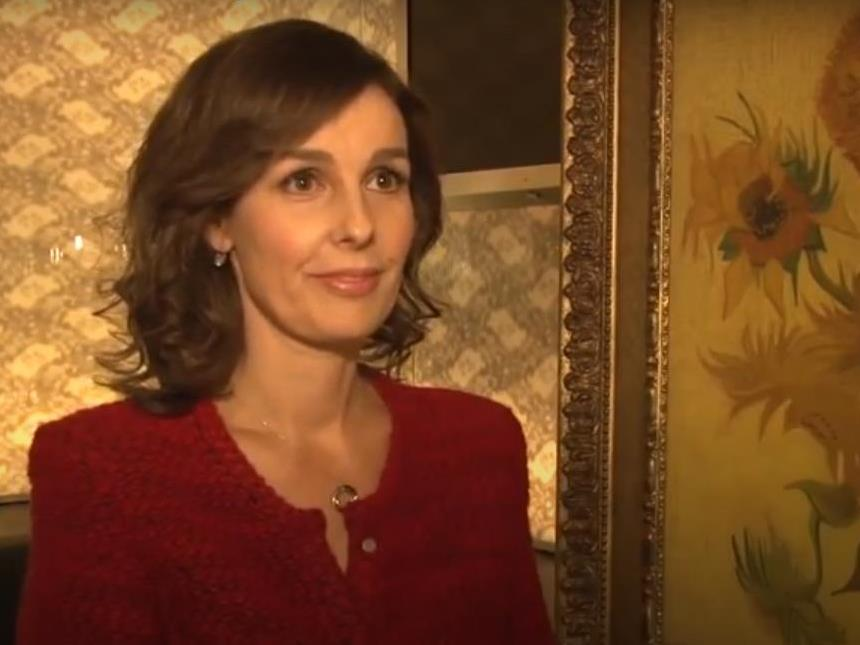
오라녜나사우 공자빈 아니타

오라녜나사우 공자빈 아니타(Princess Anita of Orange-Nassau, 1969년 10월 27일 ~ )는 네덜란드 왕실의 일원이다. 그녀는 오라녜나사우 공자 피터르크리스티안 반 볼렌호벤의 부인이다.